# Augustin Aubert

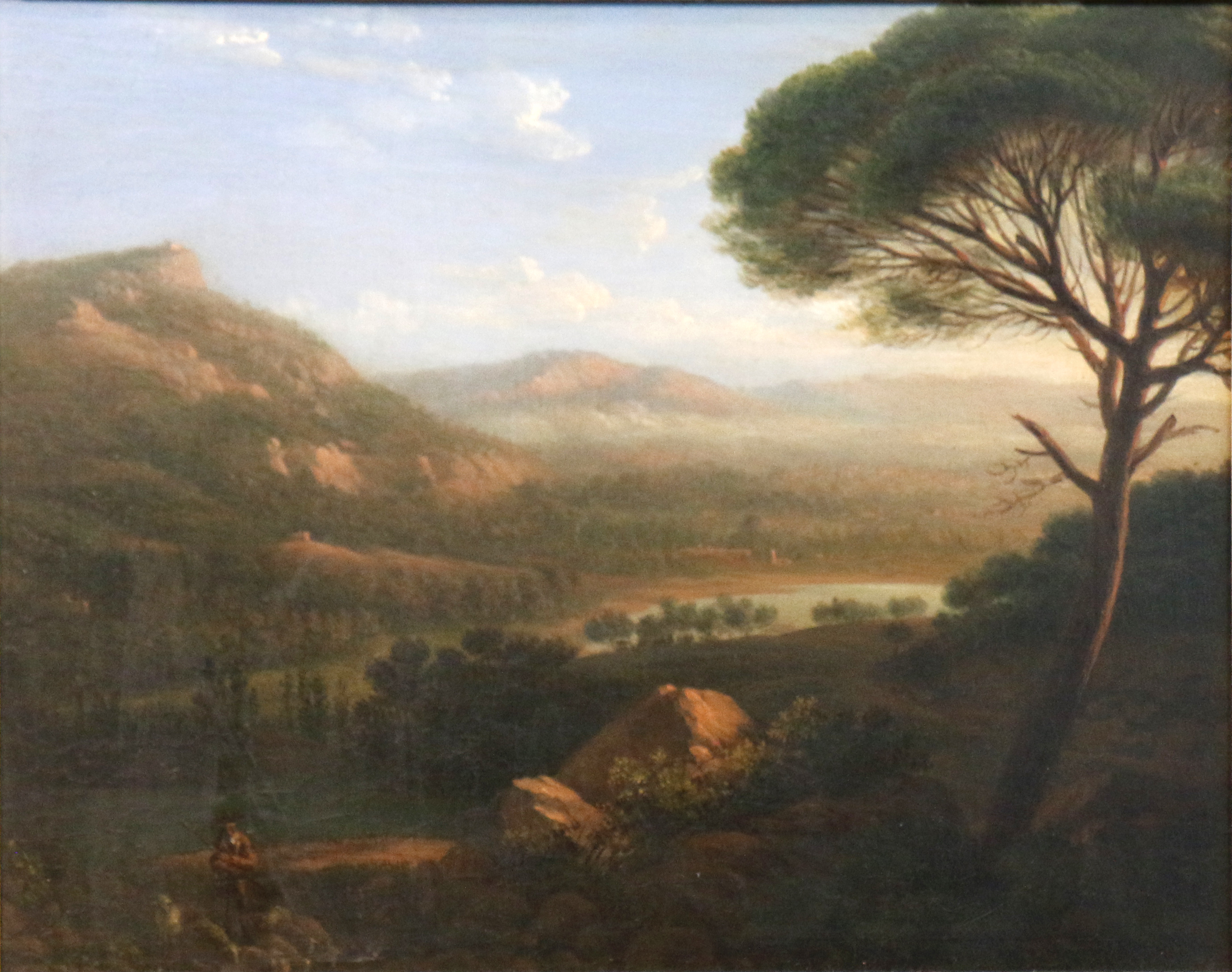
Montredons omgivningar

Augustin Raymond Aubert, född 23 januari 1781 i Marseille i Frankrike, död 5 november 1847 i samma stad, var en fransk konstnär.
Augustin Auberts far var tjänsteman vid Musée des beaux-arts de Marseille, som öppnades för allmänheten 1804. Som ung var han ofta på det ännu inte öppnade museet. Från 1796 studerade han konst på stadens konstskola för Joachim Guenin (1776–1816), som var rektor för skolan. Han flyttade till Paris och studerade där under två år för Pierre Peyron. Han återvände därefter till Marseille och blev 1806 biträdande rektor och 1810 rektor för Marseilles konstskola. 
Han målade historiska motiv, porträtt och landskap. Museet och kyrkorna i hans hemstad är innehavare av flera av hans finaste verk. Några av hans viktigaste bildverk är av betydande storlek.
Verk av Aubert finns i museer och kyrkor i Marseille.